# 네코노믹스

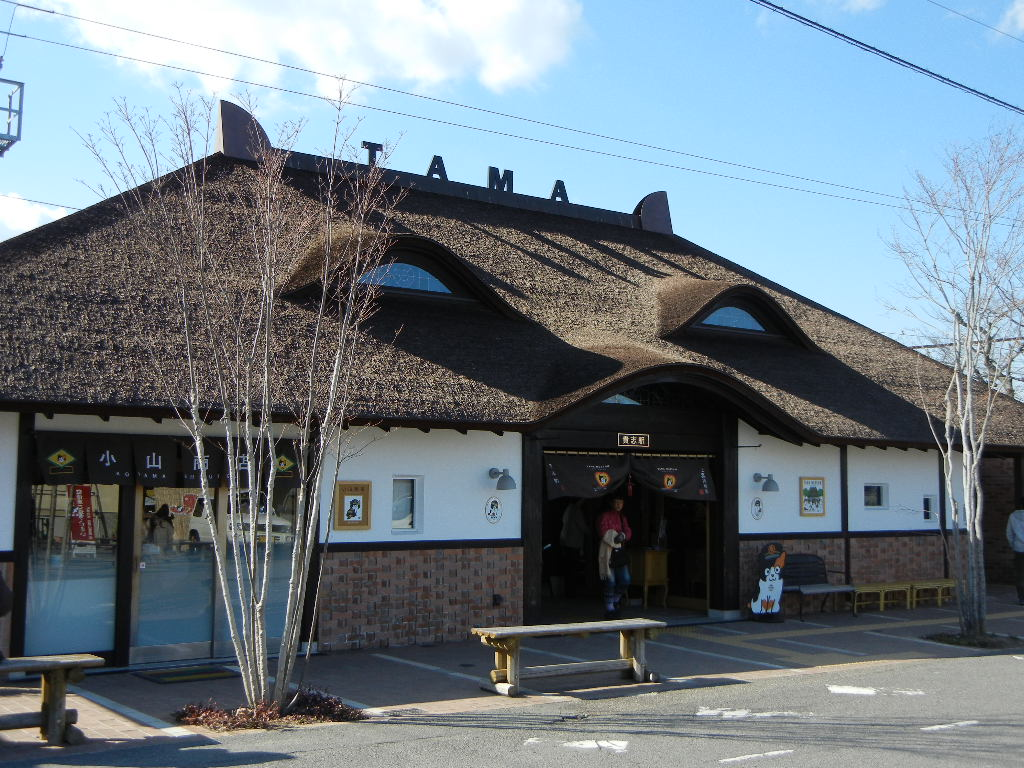
기시역의 모습

네코노믹스(ネコノミクス)는 고양이를 뜻하는 일본어 단어인 '네코'와 경제학의 영단어 이코노믹스(economics)를 합친 용어로, 일본에서 고양이와 관련된 경제적 소비 현상을 설명한다. 여기에는 고양이 주인을 대상으로 하는 제품 판매, 제품 판매에 고양이 이미지를 사용하는 것, 고객과 관광객을 유치하기 위해 살아있는 고양이를 사용하는 것이 포함된다. 고양이는 항상 카와이(귀엽다)하고 건강과 관련이 있어 인기가 있었지만, 21세기 초에 인기와 경제적 영향이 크게 증가했다. 네코노믹스라는 용어는 일본의 아베노믹스 경제 정책에 대한 말장난인 2015년경에 만들어졌다.
2007년 타마 (고양이)가 기시역의 역장으로 임명되면서 이 역은 중요한 관광 명소가 되었고, 고양이를 이용해 관광을 촉진하려는 모방 시도가 잇따랐다. 길고양이가 많은 섬은 관광객을 끌어들이는 곳이 되었고, 고양이는 일본 소비자에게 제품과 서비스를 마케팅하는 데 사용된다. 2월 22일은 "고양이의 날"로 알려지게 되었다. 2024년 기준 일본의 네코노믹 시장 규모는 약 2조 5,000억 엔으로 추산된다.

## 같이 보기
- 고양이의 문화적 묘사